# 무상
무상(無常) 또는 비상(非常)은 끊임없이 변화하고 생멸(生滅)하며 시간적 지속성이 없음을 말한다. 즉 영원하지 않은 것을 말한다.
불교에서는 일반적으로 제행무상(諸行無常)이라는 명제로써 무상을 설명한다. 제행무상은 불교의 근본교의를 나타내는 3법인(三法印)의 하나로, 모든 것은 생멸변화(生滅變化)하여 변천해 가며 잠시도 같은 상태에 머무르지 않고 마치 꿈이나 환영이나 허깨비처럼 실체가 없는 것을 말한다. 즉, 이 현실세계의 모든 것은 매순간마다 생멸 · 변화하고 있으며, 거기에는 항상불변(恒常不變)한 것은 단 하나도 존재할 수 없다는 것이 현실의 실상(實相)이라는 것을 뜻한다. 그러나 일체는 무상한데 사람은 상(常)을 바란다. 거기에 모순이 있고 고(苦)가 있다. 불교 경전에 "무상한 까닭에 고인 것이다"라고 설명되어 있는 것과 같이 무상은 고의 전제이다.
또 현실을 그와 같이 인식하는 것을 무상관(無常觀)이라고 하며 무상의 덧없음은 몽환포영로전(夢幻泡影露電: 꿈 · 환상 · 물거품 · 그림자 · 이슬 · 번개)에 비유되어 불교적 인생관의 특색으로 알려졌다. 그러나 무상관은 단순히 비관적인 덧없음을 말하는 것은 아니다. 어떤 상에 대하여 비관하거나 기뻐하는 것 자체가 상이며, 그것 자체가 존재하지 않는 것임을 뜻하는 것이다. 무상하기 때문에 인간은 지위나 명예에 집착하는 탐욕을 버리고 오늘 하루의 소중한 생명을 방일(放逸)함이 없이 정진노력(精進努力)하려는 정신적인 결의가 생겨나게 되며, 이러한 것이 무상관의 참된 뜻이다.

## 같이 보기
- 호조키
- 모노노 아와레
- 헤이케모노가타리
- 와비·사비
- 시간과 공간의 철학
- 과정철학
- 시간성
- 바니타스화

## 참고 문헌
- 이 문서에는 다음커뮤니케이션(현 카카오)에서 GFDL 또는 CC-SA 라이선스로 배포한 글로벌 세계대백과사전의 내용을 기초로 작성된 글이 포함되어 있습니다.
- 곽철환 (2003). 《시공 불교사전》. 시공사 / 네이버 지식백과. |title=에 외부 링크가 있음 (도움말)
- 세친 지음, 현장 한역, 권오민 번역. 《아비달마구사론》. 한글대장경 검색시스템 - 전자불전연구소 / 동국역경원. |title=에 외부 링크가 있음 (도움말)
- 운허.  동국역경원 편집, 편집. 《불교 사전》. |title=에 외부 링크가 있음 (도움말)
- (중국어) 星雲. 《佛光大辭典(불광대사전)》 3판. |title=에 외부 링크가 있음 (도움말)
- (중국어) 세친 조, 현장 한역 (T.1558). 《아비달마구사론(阿毘達磨俱舍論)》. 대정신수대장경. T29, No. 1558, CBETA. |title=에 외부 링크가 있음 (도움말)